# علم الإمارات العربية المتحدة
علم دولة الإمارات العربية المتحدة اعتمد حين رفعه الشيخ زايد بن سلطان آل نهيان، بين يديه في 2 ديسمبر عام 1971، وذلك بمناسبة إعلان قيام دولة الإمارات العربية المتحدة معلناً إياه علماً لدولة. يتضمن العلم الألوان الأحمر والأخضر والأبيض والأسود التي ترمز للوحدة العربية. وقد تم اختيار العلم من بين 1,030 تصميم،[بحاجة لمصدر] في مسابقة أجريت باشراف الديوان الاميري ودائرة الاعلام في حكومة أبو ظبي وفاز التصميم الذي أعده عبد الله محمد المعينة.

## العلم الحالي للإمارات العربية المتحدة

علم الإمارات العربية المتحدة منذ 1971

### رمزية الألوان[3]
الأخضر: الأمل والتفاؤل والفرح والازدهار، كما يمكن أن يكون رمزاً لازدهار الدولة
الأبيض: السلام والصدق والنقاء، كما قد يفسر على أنه رمز للنظافة
الأسود: هزيمة الأعداء وقوة العقل
الأحمر: الصلابة والشجاعة والقوة

## أعلام الإمارات الست

علم إمارة أبوظبي
علم إمارة عجمان
علم إمارة دبي
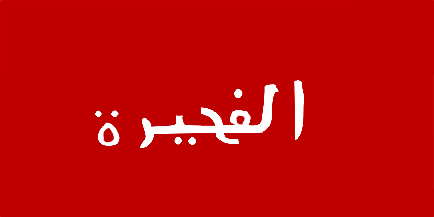
علم إمارة الفجيرة
علم إمارة رأس الخيمة والشارقة
علم إمارة أم القيوين

## مقاييس العلم
- مستطيل الشكل
- العرض = نصف الطول.

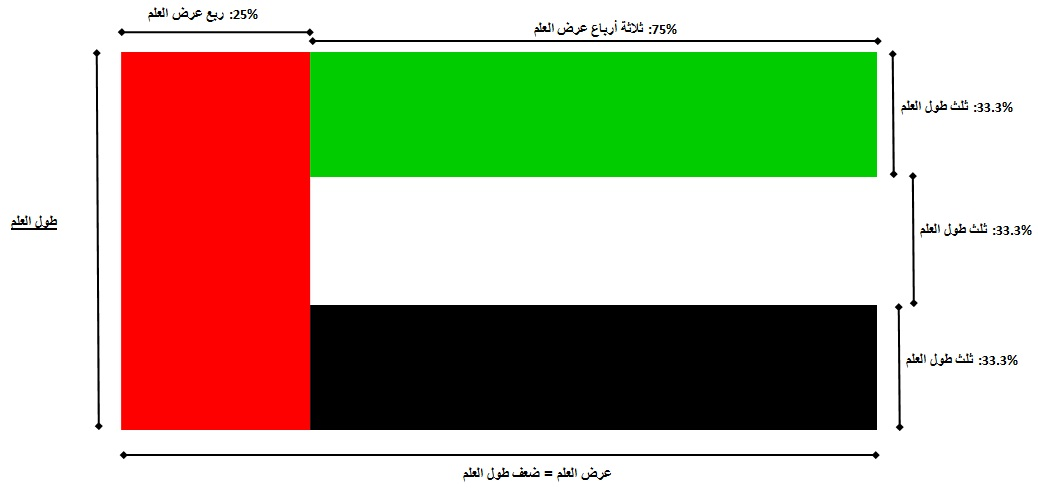
مقاييس علم الإمارات العربية المتحدة

- الأقسام الثلاثة: تحتل مساحة أفقية متساوية ومتوازية من العلم وبألوان مختلفة هي: اللون الأخضر في الأعلى والأبيض في المنتصف والأسود في الأسفل.
- في حال تثبيت العلم بوضعية أفقية يكون اللون الأحمر جهة اليسار.
- في حال تثبيت العلم بوضعية رأسية يكون اللون الأحمر في الأعلى واللون الأخضر يكون جهة اليمين

طول سارية العلم يكون 3 أضعاف طول العلم.
- عند تنكيس العلم يتم إنزال العلم في منتصف السارية، أي تبقى السارية فارغة في الثلث الأعلى والثلث الأسفل ويبقى العلم في الثلث الأوسط.
- يضاف شعار الدولة بمنتصف العلم في اللون الأبيض في العلم الخاص برئيس الدولة

## قصة العلم
علم الإمارات العربية المتحدة، اعتمد بتاريخ الثاني من ديسمبر العام 1971، حيث رفعه الشيخ زايد بن سلطان آل نهيان، بين يديه في اليوم نفسه، معلناً إياه علماً لدولة الإمارات المتحدة، كدولة مستقلة ذات سيادة.
ويتضمن العلم الوطني الألوان الأحمر والأخضر والأبيض والأسود، التي ترمز للوحدة العربية. وعرضه نصف طوله. وقد صممه في ذلك الوقت شاب إماراتي اسمه عبد الله محمد المعينة شغل بعدها منصب وزير مفوض في وزارة خارجية دولة الإمارات.
وكان عبد الله محمد المعينة قد تقدم برسمه للعلم ضمن ستة عروض فائزة في مسابقة لتصميم العلم، شارك فيها المئات من الفنانين والرسامين وبلغ عدد التصاميم المقدمة ألفاً وثلاثين تصميماً، بحافز جائزة نقدية قيمتها 4,000 درهم للتصميم الفائز.
والألوان الأحمر على طرف العلم القريب من السارية، والأخضر والأسود والأبيض، والتي تتوزع مساحة العلم، بأقسامه الأربعة المستطيلة الشكل، استند فيها المصمم إلى ألوان الوحدة العربية التي تتمثل بيتي الشعر الشهيرين للشاعر صفي الدين الحلي وتصف الصنائع التي هي أعمال البر والمعروف والخير، والوقائع وهي المعارك الدامية، والمرابع وهي الأراضي الواسعة الخضراء، والمواضي وهي السيوف المحمرة بسبب تلطخها بدماء الأعداء.

## القانون الخاص بالعلم
أصدر الشيخ زايد بن سلطان آل نهيان قانون اتحادي رقم (2) بتاريخ 21/12/1971م بشأن علم دولة الإمارات العربية المتحدة والذي ينص على :
قانون اتحادي رقم (2) صادر بتاريخ 21/12/1971م الموافق في 4 ذي القعدة 1391هـ بشأن عّـلمّ الاتحـــاد
نحن زايد بن سلطان آل نهيان رئيس دولة الإمارات العربية المتحدة، بعد الإطلاع على المواد: 5 و 47 (2) و 54 (4) و110 (4) من الدستور المؤقت للإمارات العربية المتحدة، وبعد الإطلاع على القرار الاتحادي رقم (4) لسنة 1971م، بشأن العلم، وبناءً على موافقة مجلس وزراء الاتحادي، وتصديق المجلس الأعلى للاتحاد، قررنا إصدار القانون التالي:
- (المادة الأولـى)

يكون عّـلمّ دولة الإمارات العربية المتحدة على الشكل والمقاييس والألوان التالية: «مستطيل طوله ضعف عرضه ويقسم إلى أربعة أقسام مستطيلة الشكل القسم الأول منها لونه أحمر يشكل طرف العلم القريب من السارية طوله بعرض العلم القريب وطول عرضه مساو لربع طول العلم، أما الأقسام الثلاثة الأخرى فتشكل باقي العلم وهي أفقية متساوية متوازية العليا منها خضراء والوسطى بيضاء والسفلى سوداء».
- (المادة الثانيـة)

تحدد قواعد رفع عّـلمّ الاتحاد بلائحة يصدرها مجلس الوزراء .
- (المادة الثالثـة)

كل من أسقط أو أتلف أو أهان بأية طريقة كانت عَلَم الاتحاد أو عَلَم إمارة من الإمارات الأعضاء في الاتحاد أو عَلَم إحدى الدول الأخرى كراهية أو احتقاراً لسلطة الاتحاد أو الإمارات أو لسلطة تلك الدول وكان ذلك علناً أو في محل عام أو في محل مفتوح للجمهور يعاقب بالحبس لمدة لا تجاوز ستة أشهر أو بغرامة لا تزيد على ألف ريال قطر ودبي أوماية دينار بحريني . ت/1/2 (2) (المادة الرابعـة)
ينشر هذا القانون في الجريدة الرسمية ويعمل به من تاريخ صدوره. [2]
زايد بن سلطان آل نهيان رئيس دولة الإمارات العربية المتحدة صدر في قصر الرئاسة بأبوظبي بتاريخ 4 ذي القعدة 1391هـ الموافق 21 ديسمبر 1971م.

## قرار مجلس الوزراء بشأن العلم
بعد الإطلاع على الدستور المؤقت، وعلى قرار المجلس الأعلى للاتحاد رقم (4) لسنة 1971م بشأن علم الاتحاد، وعلى القانون الاتحادي رقم (2) لسنة 1971م، بشـأن عّلمّ الاتحاد، وعلى قرار مجلس الوزراء رقم (202/9) لسنة 1989م، بشأن إعداد مشروح لائحة عّلمّ الدولة، وبناءً على ما عرضه وزير الدولة لشؤون مجلس الوزراء، وموافقة مجلس الوزراء،
قـــرر: ـ

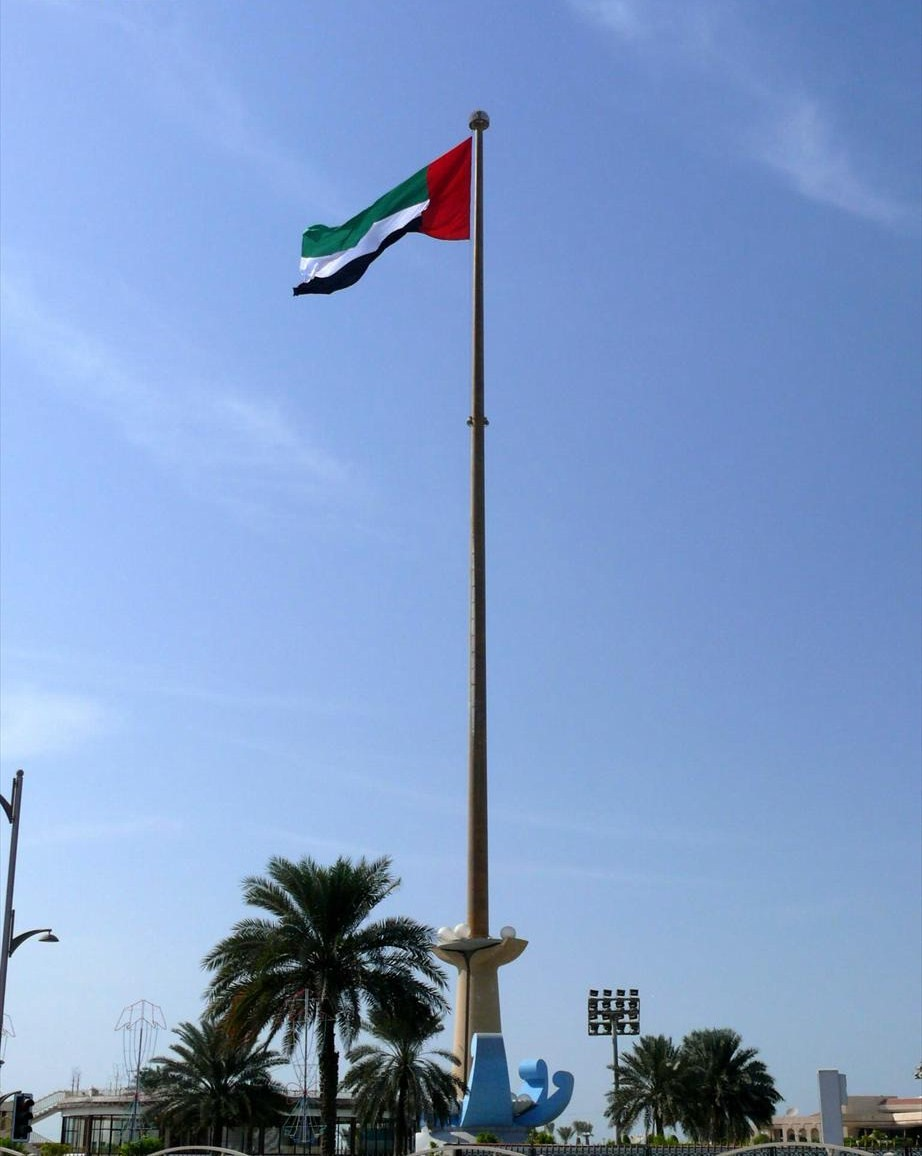
علم الإمارات العربية المتحدة في دار الاتحاد بدبي

- المادة (1) يرفع عّلمّ الدولة طيلة أيام الأسبوع بما فيها أيام الجمع والأعياد الرسمية على جميع مباني الحكومة ووزاراتها ودوائرها وهيئاتها ومؤسساتها . ويجوز رفعه على المباني الخاصة، في الأعياد والاحتفالات العّأمة والخاصة .
- المادة (2) يرفع عّلمّ الدولة بصفة مستمرة ليلاً ونهاراً على المراكز الحكومية الواقعة على الحدود، كمراكز الشرطة والجمارك وسلاح الحدود وعلى المطارات والموانئ البحرية .
- المادة (3) مع مراعاة ما تقتضيه قواعد العرف الدولي والمجاملات الدولية، يرفع عّلمّ الدولة خارج الدولة يومياً بما فيها أيام الجمع والأعياد والمناسبات العامة في الدولة على دور سفارات وقنصليات الدولة وسكن السفير والقنصل العام ومقار وفود الدولة الدائمة لدى الهيئات والوكالات الدولية والإقليمية في الخارج . ويجوز تنكيس العّلمّ مراعاة لقواعد العرف الدولي والمجاملات الدولية.
- المادة (4) يرفع عّلمّ الدولة بصفة مستمرة ليلاً ونهاراً على كل سفينة أو قطعة بحرية تجارية أو حربية أجنبية أثناء وجودها داخل البحر الإقليمي للدولة . كما يرفع علم سفن الملاحة الداخلية على مؤخرتها، من شروق الشمس إلى غروبها بما أيام الجمع والأعياد الرسمية والمناسبات العامة.
- المادة (5) يرفع علم الدولة على السفن أو القطع البحرية الوطنية للملاحة في أعالي البحار وفق القواعد الآتية:
  - 1) أثناء وجودها في أي ميناء من شروق الشمس إلى غروبها .
  - 2) عند دخولها أي ميناء أو خروجها منه .
  - 3) عند مرورها بمرأى من سفينة أخرى، أو ميناء، أو قاعدة عسكرية أو حصن، أو قلعة، أو مركز مدفعية، أو منارة، أو بناءً على طلب أية سفينة حربية.
  - 4) إذا رفعت على السفينة أو القطعة البحرية أي علامة أو إشارة مميزة، ويراعى رفع العّلمّ على مؤخرة السفينة أو القطعة البحرية، على طرف الذراع المائل بصاري المؤخرة.
- المادة (6) يرفع عّلمّ الدولة بصفة مستمرة ليلاً ونهاراً على مقر إقامة ومقر عمل صاحب السمو رئيس الدولة، وأصحاب السمو أعضاء المجلس الأعلى حكام الإمارات، ويكون رفع العّلمّ على مكان التواجد الدائم، ولا يلزم رفعه على مكان التواجد العرضي .

ويرفع عّلمّ صاحب السمو رئيس الدولة على مقر عمل ومقر إقامة صاحب السمو رئيس الدولة . ويرفع عّلمّ الدولة على سـيارة صاحب السمو رئيس الدولة عند تواجده بها، ويكون مكان العّلمّ على المقدمة اليمنى للسيارة، ويرفع العلم الخاص بسموه على المقدمة اليسرى لها.
وفي حالة اصطحاب أحد الضيوف من رؤساء الدول يرفع العّلمّ الخاص لصاحب السمو رئيس الدولة على المقدمة اليسرى للسيارة وعّلمّ الضيف الأجنبي على المقدمة اليمنى، وفي حالة إنابة من يرافق الضيف الأجنبي يرفع عّلمّ الدولة على المقدمة اليسرى وعّلمّ الضيف على المقدمة اليمنى لها .
- المادة (7) يرفع عّلمّ الدولة في المؤتمرات والحفلات ويكون مكانه على جدران قاعة الاجتماع أو صالة الحفل ونحوهما، ويعلق أفقياً أو على صاري، على أن يكون العّلمّ في مستوى أعلى من الخطيب والجالسين، وفي حالة رفع عّلمّ أجنبي معه وفقاً لأحكام هذه اللائحة ترفع الأعّلامّ على صواري .
- المادة (8) مع مراعاة الأحكام المنصوص عليها في هذه اللائحة تكون الأسبقية في ترتيب الأعّلام وفق القواعد الآتية :
  - 1) بالنسبة لدول الجامعة العربية حسب تسلسل الحروف الهجائية المعمول بها في جامعة الدولة العربية .
  - 2) بالنسبة لدول مجلس التعاون لدول الخليج العربية حسب النظام المعمول به في المجلس .
  - 3) بالنسبة للدول الأجنبية فقط، أو في حالة اجتماعها مع دول الجامعة العربية، أو دول مجلس التعاون لدول الخليج العربية، تكون الأسبقية حسب تسلسل الحروف الهجائية المعمول به في هيئة الأمم المتحدة.
- المادة (9) تؤدي التحية العسكرية لعّلمّ الدولة من قبل العسكريين، في حالة مرور العّلمّ أو الاستعراض العسكري، أو أخذ مكانـه في الاستعراض، أو أثناء عملية رفعه على الصواري أو إنزاله .
- المادة (10) ينكس العّلمّ برفعه إلى منتصف الصاري في حالات إعلان الحداد الرسمي في الدولة، كما ينكس على دور السفارات وسكن السفير وسكن القنصل العام ومقار وفود الدولة الدائمة لدى الهيئات والوكلات الدولية والإقليمية في الخارج في حالة إعلان الحداد الرسمي في الدول الموجودة بها .
- المادة (11) ينشر هذا القرار في الجريدة الرسمية، ويعمل به من تاريخ نشره .

رئيـس مجلـس الـوزراء

## يوم العلم في الإمارات
يتم الاحتفال بـ يوم العلم الإماراتي كل عام في الثالث من شهر نوفمبر.